# عمانتل
عمانتل (به عربی: عمانتل) شرکت مخابراتی عمانی است، که در زمینه ارائه خدمات خطوط تلفن ثابت، اپراتور شبکه تلفن همراه، اینترنت و پهنای باند فعالیت می‌کند.
شرکت عمانتل در سال ۱۹۹۶ راه‌اندازی شد و در حال حاضر بزرگترین اپراتور خدمات تلفن همراه، تلفن ثابت و ارائه‌دهنده خدمات اینترنت در کشور عمان می‌باشد.
دفتر مرکزی این شرکت در شهر مسقط، عمان قرار دارد و ۷۰٪ از سهام آن متعلق به دولت پادشاهی عمان است و ۳۰٪ از سهام آن نیز در بازار بورس مسقط مبادله می‌شود.